# Pinus yunnanensis
Il pinus yunnanensis è una specie di pino facente parte della famiglia dei Pinaceae.
È originaria delle province cinesi di Yunnan, Sichuan, Guizhou e Guangxi.